# Народний ансамбль пісні і танцю «Черемош»
«Чере́мош» — народний ансамбль пісні і танцю Львівського національного університету імені Івана Франка. Колектив заснований у 1963 році. Основу репертуару складають вокально-хореографічні композиції західного регіону України (Бойківщини, Гуцульщини, Лемківщини, Буковини, Закарпаття, Галичини), однак трапляються також постановки танців інших країн та регіонів України. Колектив складається з хорової, танцювальної та оркестрової груп.

## Історія

### Заснування та перші успіхи
Народний ансамбль пісні і танцю «Черемош» Львівського національного університету імені Івана Франка був заснований 1963 року.
Ідея заснувати творчий осередок, де б генерувалось і популяризувалось українське фольклорне мистецтво зародилась після концерту в стінах Львівського університету фольклорно-етнографічного ансамблю «Веснянка» Київського національного університету імені Тараса Шевченка очолюваного Володимиром Нероденком. Назву «Черемош» запропонував тодішній голова студентського клубу Роман Баб'юк. На чолі колективу стали: диригент Володимир Григорович Панасюк, керівник оркестру Тарас Іванович Ремешило та хореограф Пилип Данилович Сех.
Спочатку ансамбль був «фольклорно-етнографічним», потім «вокально-хореографічним» і нарешті став ансамблем пісні і танцю. Свій перший концерт «Черемош» дав у рідному університеті. Відтоді життя колективу творили сумарно декілька тисяч захоплених українським мистецтвом студентів.
Перший великий успіх прийшов у 1967 році, коли колектив став переможцем обласного конкурсу самодіяльного мистецтва. А вже у 1978 році ансамбль пісні і танцю «Черемош» здобуває почесне звання «Народний»

### Радянський період
1967 рік — оркестр українських народних інструментів ансамблю «Черемош» взяв участь у I Всеукраїнській універсіаді у Харкові, де став лауреатом.
1968 рік — виступи у Дніпропетровську, Запоріжжі, Хортиці. Великий концерт у Львівському університеті з нагоди 114-ї річниці від дня народження Тараса Шевченка.
1969 рік — гастролі у Донецьку і Києві. Чимало шанувальників колектив здобуває і в Польщі. Ансамбль бере участь у святкуванні 25-річчя університету ім. Марії Кюрі-Склодовської в Любліні.
1972 рік колектив став лауреатом Всесоюзного конкурсу самодіяльного мистецтва і здобув золоту медаль. Ансамбль виступав на сценах Києва, Дніпропетровська, Харкова, Ленінграда, Донецька.
1977 рік — «Черемош» нагороджено дипломом 1-го ступеня Всесоюзного фестивалю самодіяльної творчості, голова журі — народний артист України, художній керівник Заслуженого хору імені Г. Верьовки Анатолій Авдієвський.
1978 рік — виступи у Вільнюсі, Мінську, Горькому, Кишиневі, Ряшеві (Польща). Здобуття звання «Народний».
За вагомі успіхи у сфері літератури та мистецтва, шефську роботу та концертні програми в листопаді 1979 року «Черемошу» присвоєно обласну комсомольську премію ім. О. Гаврилюка.
1983 рік — концерти в університетах Ужгорода і Чернівців. 1985 рік — виступ у польському містечку Устріках-Долішніх.
1986 рік виступ у Львівському театрі опери і балету з нагоди 130-річчя від дня народження Івана Франка. Участь в українсько-канадському телемості Львів-Вінніпег.
1988 рік — звітний концерт з нагоди 25-річчя колективу у Львівському театрі опери і балету.

#### Радянські репресії
Творча діяльність Народного ансамблю пісні і танцю «Черемош» неодноразово потрапляла під пильний контроль радянської влади. Затирання і замовчування колективу, втручання у творчий процес та переслідування учасників змушувало черемошанців продовжувати українські традиції підпільно, збиратись невеликими групами, щоб таємно співати заборонені колядки і націоналістичні пісні. Про цей період у своїй книзі згадує багаторічний керівник колективу Олег Семенович Голдрич:
Керівники парткому університету всіляко намагалися перешкодити виконанню фольклорних українських мистецьких творів: «Чи довго ще будете порпатися в цьому гуцульському болоті!? Настав час працювати по-новому, робити постановки сучасних радянських танців, таких як „Hy погоди“, „Увезу тебя я в тундру“ та ін.»
Сила парткому була велика і вони змушували нас виконувати їхню волю. Хористів змушували співати пісні: про вождя Леніна, про комуністичну партію, про комсомол, пару пісень російських, а також молдавську… Виявляється, співати можна все, лише не українське, аналогічно в хореографії… Все у репертуарі ансамблю було, лише у програмі на своє рідне не було місця.

Від парткому були закріплені особи, члени парткому. Вони не тільки відвідували концерти, зведені репетиції, але й черемошанські побутові вечори, забави. Вони втручались в усе, навіть в особисте життя учасників.
Радянські репресії стосовно колективу досягли апогею коли у 1983 році керівника Олега Голдрича змусили піти з посади балетмейстера, а на заміну «Черемошу» було створено альтернативний колектив «Корчагінець», репертуар якого переважно складався з творчості радянських митців.
Проте ансамбль «Корчагінець» не зміг довго проіснувати, «Черемош» продовжував вабити до себе студентську молодь та залишатись одним з культурних осередків Львівського університету.

### «Черемош» на Американському континенті
У серпні 1990 року ансамбль відновлює свою діяльність з новою силою. На посаду художнього керівника та диригента повертаються Олег Семенович Голдрич та Роман Михайлович Мазепа, балетмейстером стає Володимир Михайлович Денека, а керівником оркестру Богдан Якимович Дворник. З новим творчим складом колектив розпочав підготовку гастрольної програми, яка складалась з трьох відділів: народно-сценічний фольклор, різдвяні колядки та Вертеп.
З готовою програмою перший пробний концерт дали в селі Звенигород, а перед виїздом до Канади у стінах Львівського університету. 18 грудня 1990 року «Черемош» прилітає у Монреаль. Ансамбль здійснив 35-денну подорож вісімнадцятьма містами Канади та Сполучених Штатів Америки: Монреаль, Оттава, Торонто, Нью-Йорк, Вашингтон, Філадельфія, Чикаго, Детройт, Клівленд та ін.

### Період незалежності
Восени 1991 року танцювальна група з оркестром та солістами дали концерти у містах Анже та Рошфор у Франції.
1992 рік — колектив стає Лауреатом I Всеукраїнського фольклорного фестивалю ансамблів пісні і танцю у Рівному та бере участь у завершальному концерті переможців у Києві на сцені Національного театру опери та балету імені Івана Франка (тепер Національний академічний театр опери та балету України імені Тараса Шевченка).
1993 рік — «Черемош» став Дипломантом XV Міжнародного фестивалю фольклорних колективів у Зеленій Гурі (Польща) і взяв участь у святкуванні 50-річчя університету імені Марії Кюрі-Склодовської у Любліні.
1994 рік — участь у фольклорному фестивалі «Лесина пісня» в Луцьку. У тому ж році хор «Черемошу» взяв участь у міжнародному хоровому фестивалі «Semanta Coral International» в Іспанії. Повертаючись додому, черемошанці дали концерти в Лурді та Парижі. Ансамбль нагороджують медаллю «За національно-культурне відродження», а українське телебачення знімає про колектив документальний фільм.
1995 рік — ансамбль виступає на шевченківській землі, у Кирилівці та Моринцях.
1996 рік — хор «Черемошу» вдруге бере участь у міжнародному хоровому фестивалі «Semana Coral Internacional» в місті Алава, Іспанія.
1997 рік — ансамбль двічі побував з концертами в Польщі: в липні взяли участь у фольклорному фестивалі у Вроцлавському воєводстві (зараз Нижньосілезьке воєводство).
1998 рік — колектив представляв Україну на міжнародному фольклорному фестивалі Aquarelle в Обані, Франція.
2001 рік — хор ансамблю дав концерти в Римі, а також був учасником зведеного міжнародного хору, який брав участь у святій Літургії в Соборі Святого Петра, що її служив Папа Римський Іван-Павло II.
2004 рік — «Черемош» разом з оперною співачкою Вікторією Лук'янець виступає на Віденському фестивалі «Міжнародні співи адвенту», де їх приймає президент Австрії в Цісарському палаці.
Під час Помаранчевої революції колектив — на майданах Києва та Львова.
2005 рік — колектив бере участь у Міжнародному фольклорному фестивалі в Барселоні, де отримав високі оцінки та відзнаку міжнародного журі. У цьому ж році в рамках форуму «Південь і Захід — нас не роз'єднати» виступає у місті Коблево.
2006 рік — колектив завойовує гран-прі Міжнародного Гуцульського фестивалю у м. Рахові Закарпатської області.
2007 рік — концерт в актовому залі Червоного корпусу Київського національного університету імені Тараса Шевченка; виступ на Всесвітньому форуму лемків та на Гуцульському фестивалі бринзи у Рахові.
2010 рік — колектив виступив на традиційному фестивалі Європейських націй «Cassovia Folkfest» у місті Кошице, Словаччина.
2011 рік танцювальна та оркестрова групи взяли участь у фольклорному фестивалі Karaiskakeia-2011 у містечку Кардиця, Греція.
2012 рік — XXVII Міжнародний фольклорний фестиваль Люблін-2012 та XXII Міжнародне «Поліське літо з Фольклором» у Влодаві.
2014 рік — танцювальна група дебютувала у зйомках фільму «Солодка Даруся» за мотивами однойменного роману Марії Матіос. Того ж року, колектив виступив в Туреччині на XV Міжнародному фестивалі культури і мистецтва у Стамбулі.
У 2016 році ансамбль брав участь у низках фестивалів в Польщі та Угорщині, а саме «Święto Pieśni Tańca i Muzyki Ludowej Szczyrzyc 2016», Міжнародному фольк-фесті «Polka», міжнародних фольклорних фестивалях в угорських містечках Сегед та Морахалом. Хорова група виступала на II фестивалі «Гомін Лемківщини» у селищі Зимна Вода та XVI гастрономічному фестивалі-ярмарку «Гуцульська бриндзя» у Рахові.
У 2017 році учасники ансамблю виступали не лише на Львівщині, а й у місті Києві, Вишгороді, Дрогобичі. Традиційним стали відвідини щорічного польського фестивалю «Лемківська ватра» у містечку Ждиня. В червні того ж року ансамбль мав концерт в Хорватії на Дні України в містах Новаля та Сали на Дуґому отоку.
2018 рік — «Черемош» бере участь у XXIV Міжнародному фольклорному фестивалі у місті Пловдив, Болгарія.

## Фото

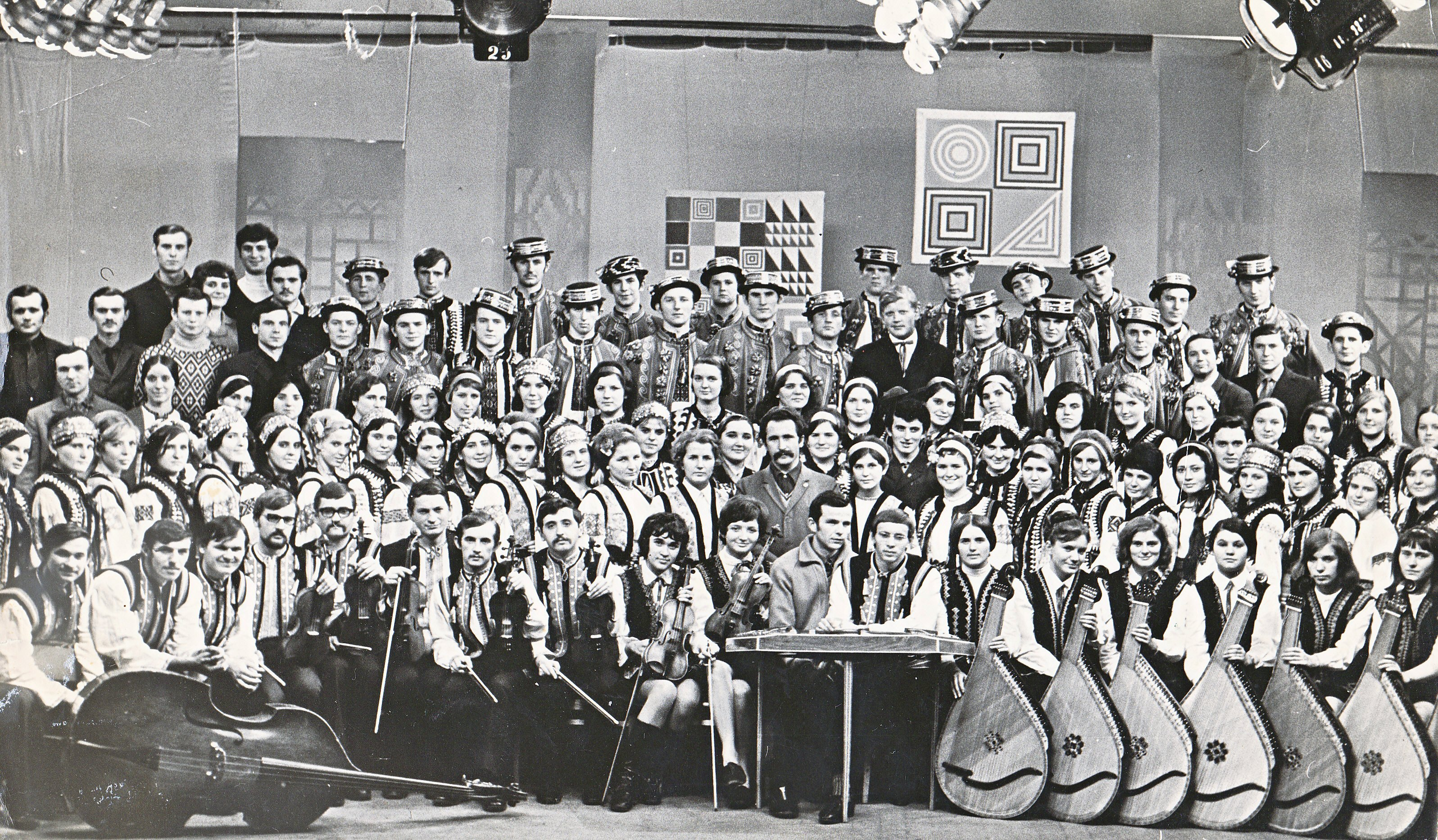
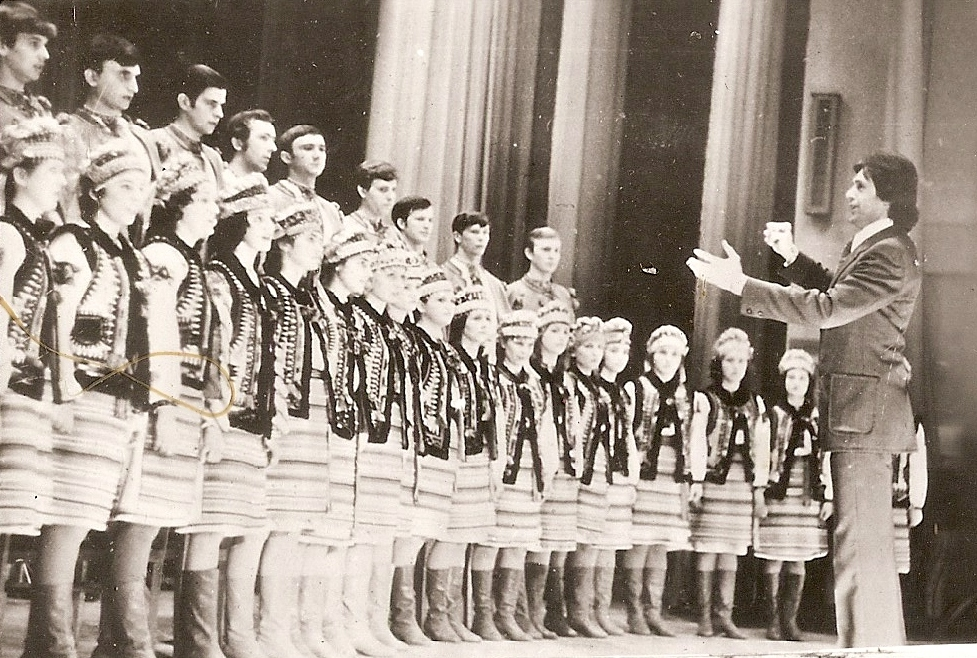
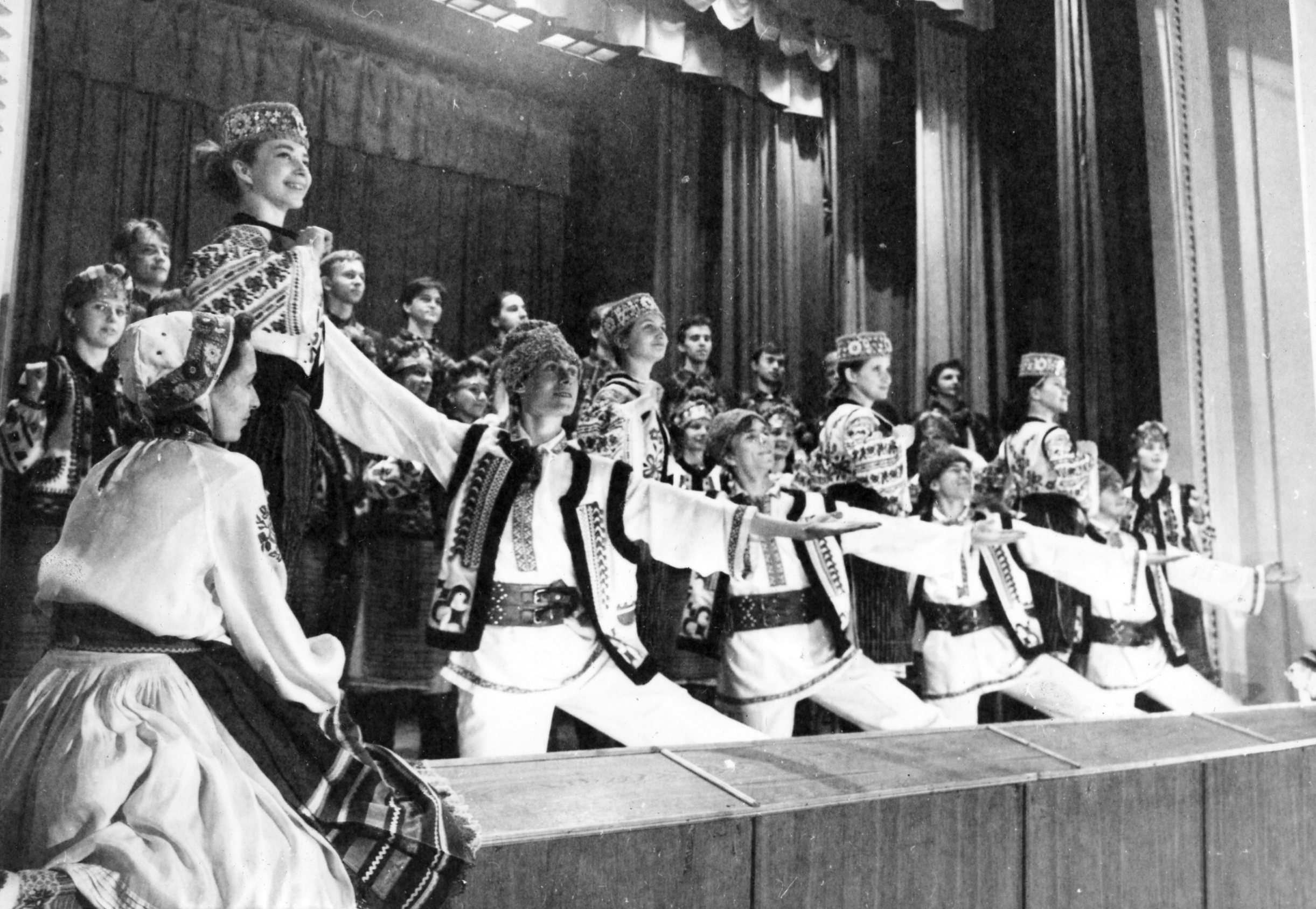
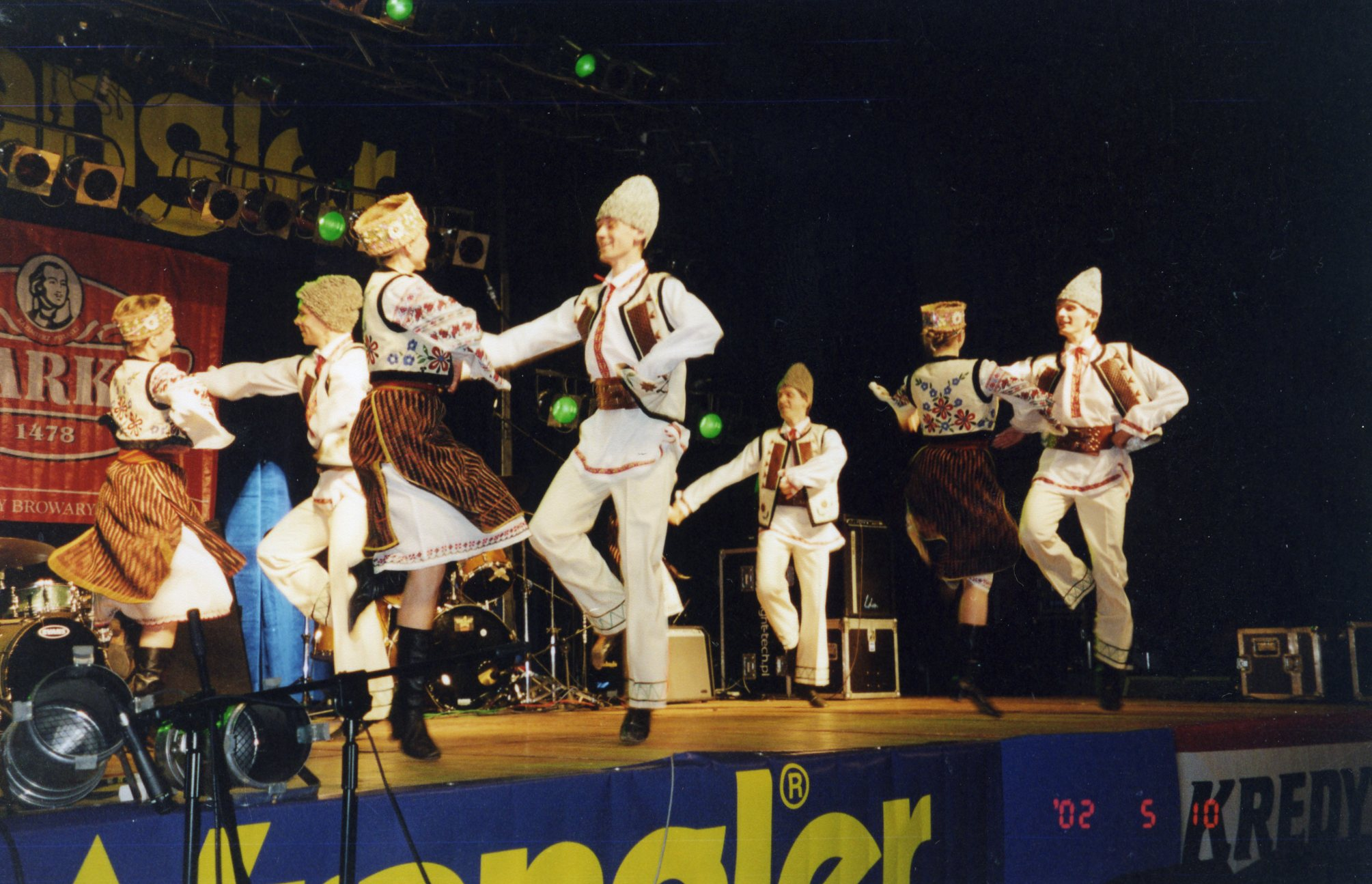
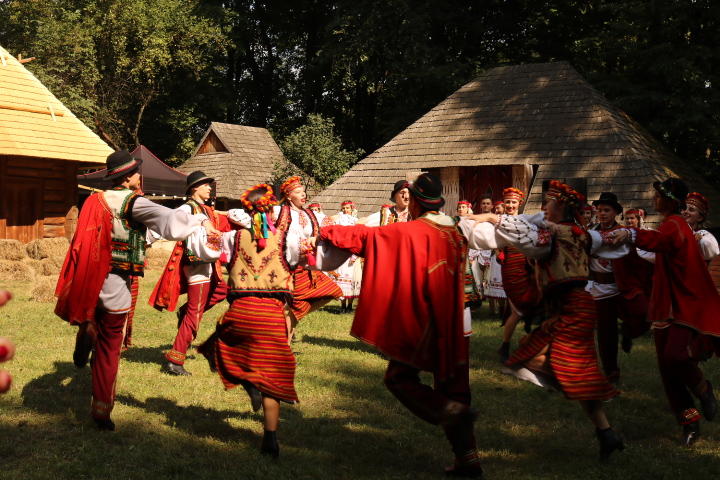
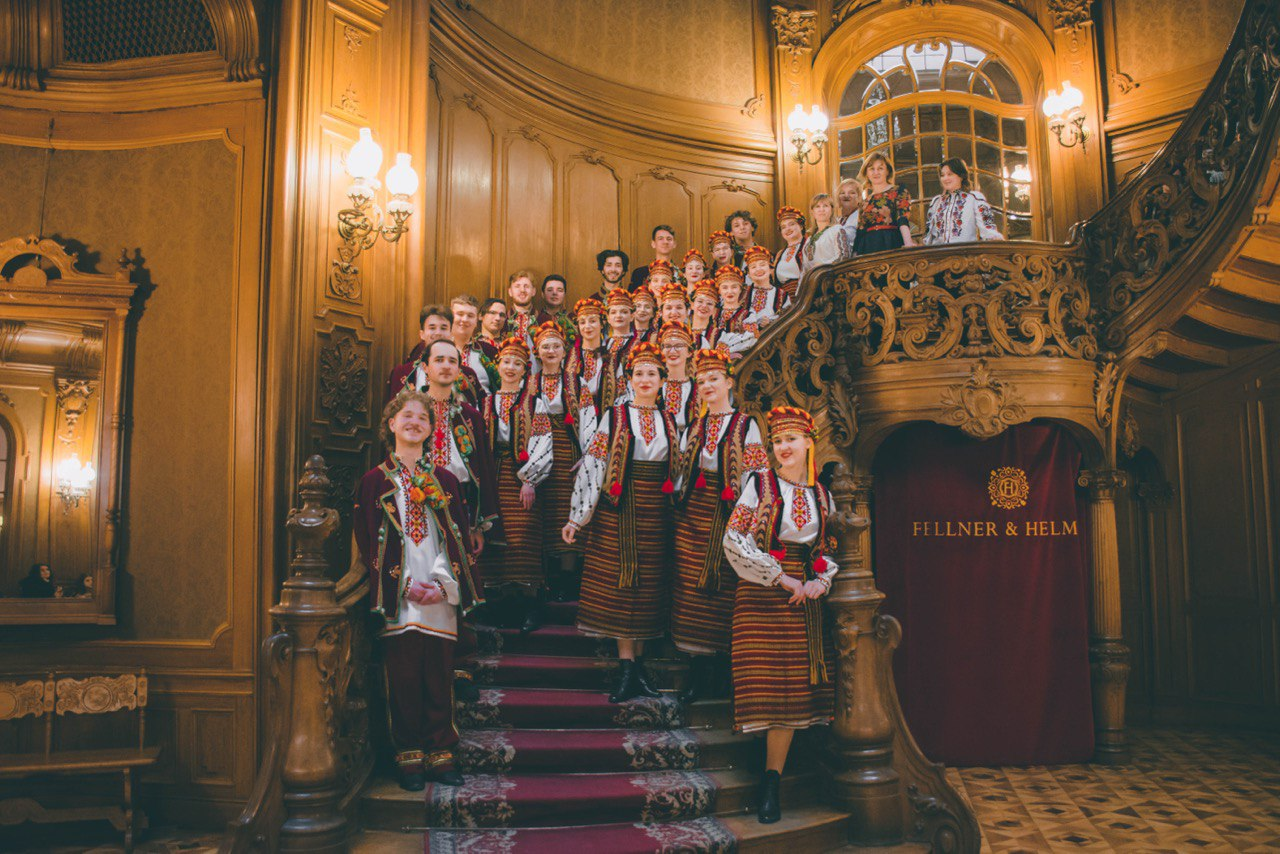